# Jymmy Dougllas França
Jymmy Dougllas França, meglio noto come Jymmy (Rio de Janeiro, 15 aprile 1984), è un ex calciatore brasiliano, di ruolo attaccante.

## Palmarès

### Club

#### Competizioni nazionali
- Campionato moldavo: 1

Sheriff Tiraspol: 2009-2010
- Coppa di Moldavia: 1

Sheriff Tiraspol: 2009-2010

#### Competizioni statali
- Copa Espírito Santo: 1

Estrela do Norte: 2004

#### Competizioni internazionali
- Coppa dei Campioni della CSI: 1

Sheriff Tiraspol: 2009